# Acetilornitina transaminase
Em enzimologia, uma acetilornitina transaminase (EC 2.6.1.11) é uma enzima que catalisa a reação química:
N2-acetil-L-ornitina + 2-oxoglutarato {\displaystyle \rightleftharpoons } N-acetil-L-glutamato 5-semialdeído + L-glutamato
Assim, os dois substratos desta enzima são N2-acetil-L-ornitina e 2-oxoglutarato, enquanto seus dois produtos são N-acetil-L-glutamato 5-semialdeído e L-glutamato.
Esta enzima pertence à família das transferases, especificamente as transaminases, as quais transferem grupos nitrogenados.  O nome sistemático desta classe de enzima é N2-acetil-L-ornitina:2-oxoglutarato 5-aminotransferase.  Outros nomes de uso comum incluem acetilornitina delta-transaminase, ACOAT, acetilornitina 5-aminotransferase, acetilornitina aminotransferase, N-acetilornitina aminotransferase, N-acetilornitina-delta-transaminase, N2-acetilornitina 5-transaminase, N2-acetil-L-ornitina:2-oxoglutarato aminotransferase, succinilornitina aminotransferase e 2-N-acetil-L-ornitina:2-oxoglutarato 5-aminotransferase.  Esta enzima participa no ciclo da ureia e metabolismo dos grupos amino.  Ela emprega um cofator, piridoxal fosfato.

## Estudos estruturais
No final de 2007, 6 estruturas foram resolvidas para esta classe de enzimas, com códigos de acesso PDB 1VEF, 1WKG, 1WKH, 2E54, 2EH6 2EH6 e 2ORD.